# Заместитель (Остаться в живых)
Заместитель (рус. Замена) — четвёртая серия шестого сезона и сто седьмая серия в общем счёте американского телесериала «Остаться в живых». Центральным персонажем серии стал Локк. Премьера состоялась на канале ABC в США 16 февраля 2010 года, а в России 20 февраля 2010 года на Первом канале.

## Сюжет

### Альтернативная реальность
Джон Локк приезжает к себе домой после возвращения из Австралии рейсом 815. Его встречает невеста — Хелен Норвуд, на которой он намерен жениться в ближайшее время. Локк отправляется на работу, где его начальник — Рэнди — расспрашивает Джона, по какой причине он не был на конференции, для участия в которой компания направила его в Сидней. Локк пытается извиниться, но Рэнди не хочет его слушать и увольняет. Выйдя из здания, Локк знакомится с Хёрли, оказавшимся владельцем компании, который советует Локку обратиться в агентство по найму, также принадлежащее ему. В агентстве Локку выражает сочувствие Роуз Нэдлер, которая говорит, что понимает его, потому что сама безуспешно борется с раком. Роуз отклоняет просьбу Джона о работе на строительной площадке, и в итоге направляет его на работу в качестве учителя на замену в школу, где также работает Бен Лайнус — учителем истории Европы. Тем временем Локк говорит Хелен, почему он потерял работу, и признаётся, что он отправился в Австралию, чтобы пойти в Большой поход, но ему не позволили этого сделать. Хелен призывает Джона позвонить доктору Джеку Шепарду, предложившему ранее оценить состояние Локка. Локк отказывается сделать это, поскольку он не верит в чудеса и хочет, чтобы Хелен любила его таким, какой он есть; они подтверждают свою любовь друг к другу.

### 2007 год
Человек в чёрном, в облике Локка, пытается уговорить Ричарда и Сойера покинуть Остров вместе с ним. Ричард отказывается, а Сойеру открывается истинная причина его попадания на Остров: ЛжеЛокк ведёт его в пещеру Джейкоба, где показывает и рассказывает Сойеру о списке кандидатов. Номера выживших, кроме Кейт, — 4 (Локк), 8 (Рейес), 15 (Форд), 16 (Джарра), 23 (Шепард), 42 (Квон).
У обломков статуи Илана, Бен, Сун и Фрэнк решают идти в Храм — самое безопасное место на Острове. Сун настаивает на том, что сначала они должны похоронить Локка. Они проводят импровизированные похороны, на которых Бен произносит краткую эпитафию и извиняется за убийство Локка.